# Wykno
Wykno [pronunciación en polaco: /ˈvɨknɔ/] es un pueblo en el distrito administrativo de Gmina Łęki Szlacheckie, dentro del condado de Piotrków, Voivodato de Łódź, en el centro de Polonia. Se encuentra a unos 8 kilómetros al norte de Łęki Szlacheckie, 19 kilómetros al sureste de Piotrków Trybunalski, y 64 kilómetros al sur de la capital regional Łódź.